# 데마라이 그레이
데마라이 레멜 그레이(Demarai Remelle Gray, 1996년 6월 28일 ~ )는 잉글랜드에서 태어난 자메이카의 축구 선수로, 현재 EFL 챔피언십의 버밍엄 시티에서 윙어로 활약하고 있다.

## 클럽 경력

### 버밍엄 시티
버밍엄에서 태어난 그는 버밍엄 시티의 유소년 선수로 있었다.
2013년 10월 1일 밀월 FC와의 경기에서 91분에 제시 린가드와 교체해서 데뷔 경기를 치렀고, 버밍엄은 4-0으로 승리를 기록했다.

### 레스터 시티
2016년 1월 4일 레스터는 버밍엄에게 이적료 375만 파운드(한화 약 65억 원)을 지급하여 영입했다. 계약 기간은 4년 6개월이다. 레스터 시티 이적 이후, 그레이의 첫 데뷔전은 2016년 1월 10일 FA컵 3라운드(64강전)에서 선발 출전하여 65분에 마크 올브라이턴과 교체되었다. 이 경기에서 전반 19분 코너킥 찬스에서 그레이가 올린 크로스를 마르친 바실레프스키가 헤딩골로 넣어서 어시스트를 기록했다. 이 경기는 2:2로 비겼다. 6일 뒤인, 1월 16일 애스턴 빌라와의 경기에서 85분에 마크 올브라이턴과 교체했다.
2017년 10월 29일 클로드 퓌엘 감독의 데뷔전에서 에버턴과의 홈 경기에서 선발 출전해 전반 29분 크리스티안 푸흐스의 도움으로 추가골을 넣었다. 이 경기는 2:0으로 이겼다.
지금까지, 데마라이 그레이는 스피드가 빠르고 성장 가능성이 높아 레스터 시티의 유망주로 떠오르고 있다.

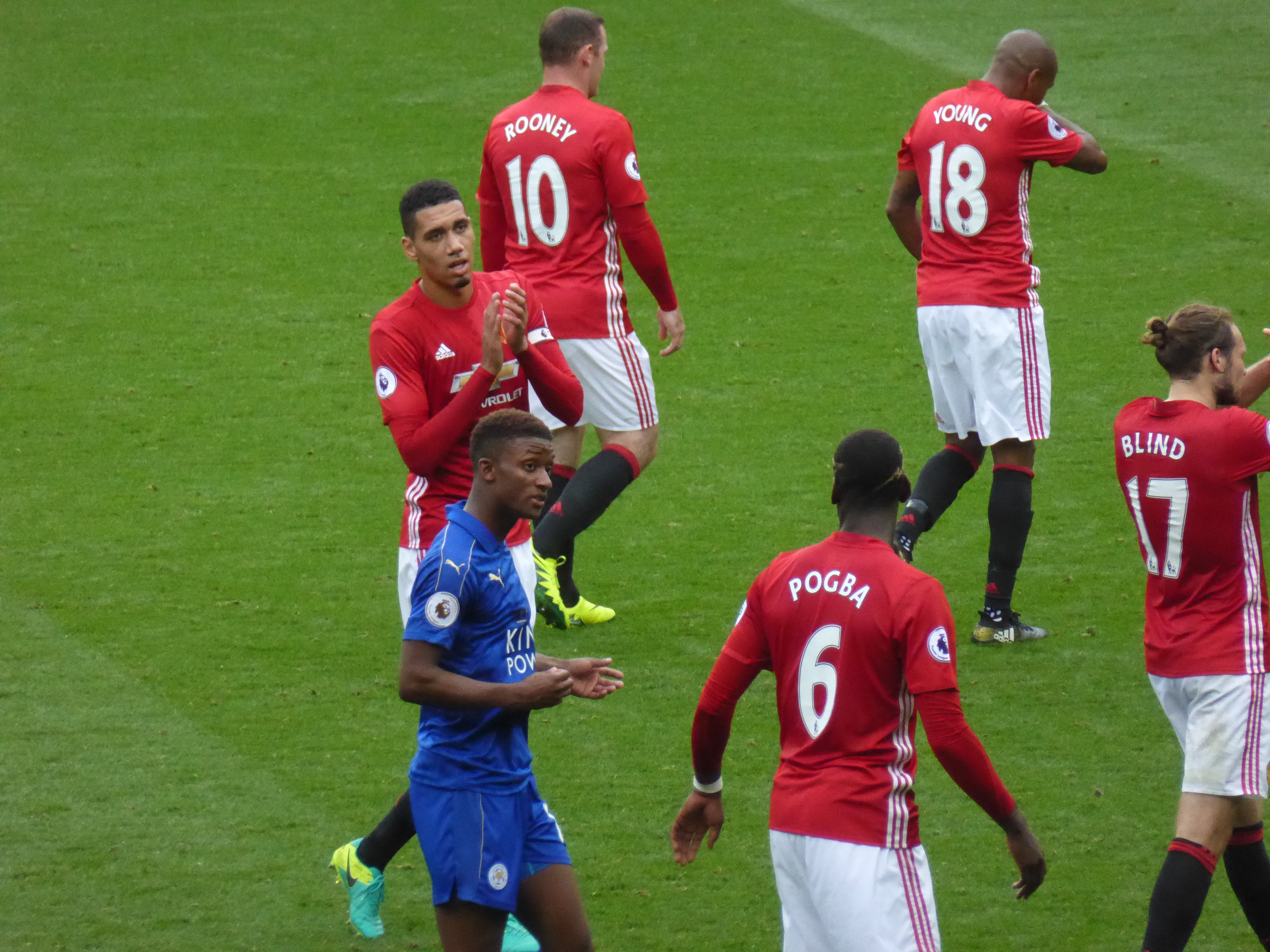
2016년 맨체스터 유나이티드와 경기(앞에서 왼쪽)

## 국가대표 경력

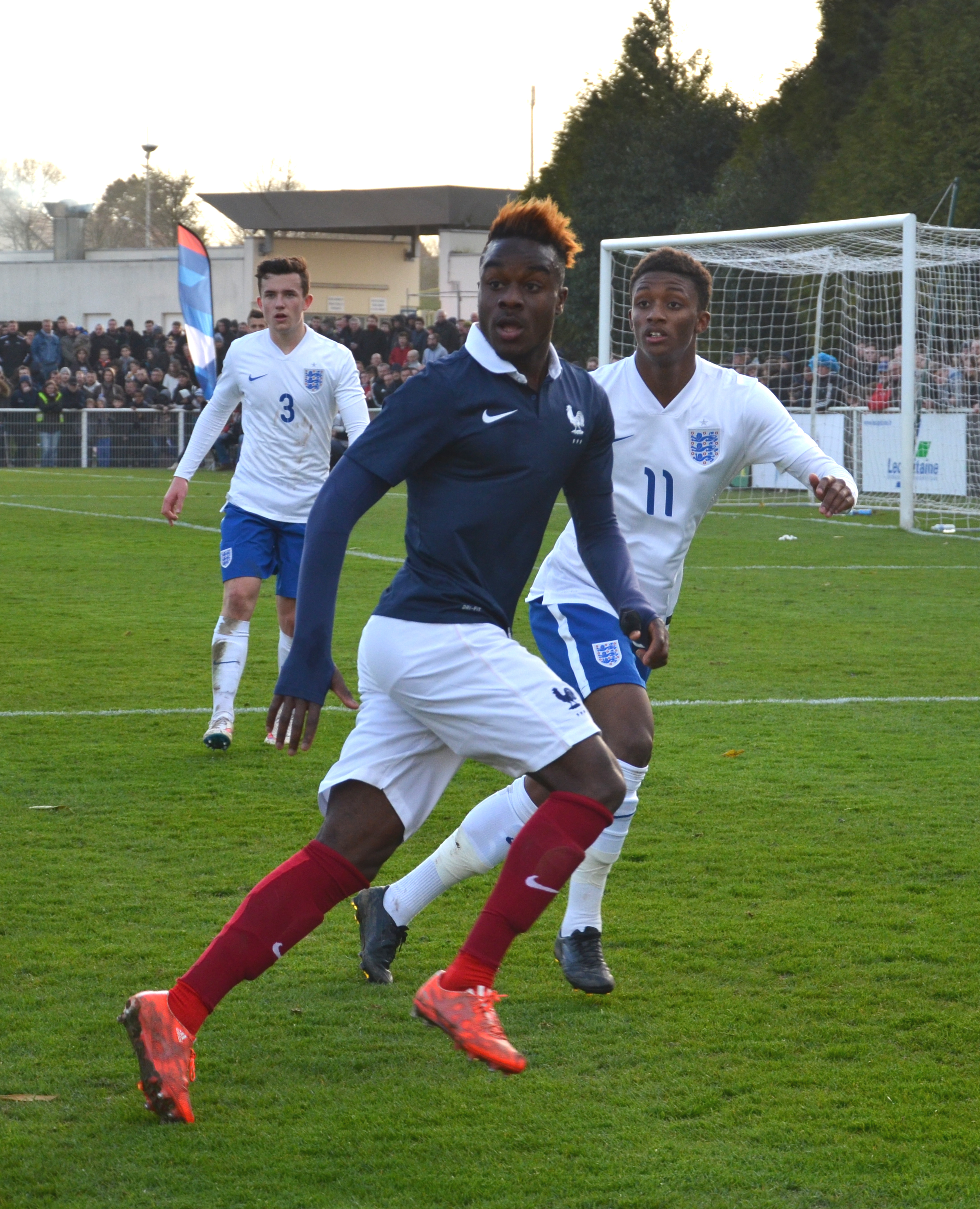
2015년 잉글랜드 U-19 (오른쪽 11번)

2013년 11월 잉글랜드 U-18 대표팀에 소집되었다. 국가대표에서 첫 데뷔전은 2014년 2월 18일 벨기에와의 천선전에 선발 출전해 4-0으로 승리하는데 기여했다.

## 경기 기록
| 클럽            | 시즌      | 리그         | 리그 | 리그 | FA컵 | FA컵 | 풋볼리그컵 | 풋볼리그컵 | 기타 | 기타 | 합계 | 합계 |
| 클럽            | 시즌      | 디비전       | 경기 | 골   | 경기 | 골   | 경기       | 골         | 경기 | 골   | 경기 | 골   |
| --------------- | --------- | ------------ | ---- | ---- | ---- | ---- | ---------- | ---------- | ---- | ---- | ---- | ---- |
| 버밍엄 시티     | 2013–14   | 챔피언십     | 7    | 1    | 1    | 0    | 1          | 0          | —    | —    | 9    | 1    |
| 버밍엄 시티     | 2014–15   | 챔피언십     | 41   | 6    | 1    | 0    | 1          | 0          | —    | —    | 43   | 6    |
| 버밍엄 시티     | 2015–16   | 챔피언십     | 24   | 1    | 0    | 0    | 2          | 0          | —    | —    | 26   | 1    |
| 버밍엄 시티     | 합계      | 합계         | 72   | 8    | 2    | 0    | 4          | 0          | —    | —    | 78   | 8    |
| 레스터 시티     | 2015–16   | 프리미어리그 | 12   | 0    | 2    | 0    | —          | —          | —    | —    | 14   | 0    |
| 레스터 시티     | 2016–17   | 프리미어리그 | 30   | 1    | 4    | 1    | 1          | 0          | 6    | 0    | 41   | 2    |
| 레스터 시티     | 2017–18   | 프리미어리그 | 35   | 3    | 5    | 0    | 4          | 1          | —    | —    | 44   | 4    |
| 레스터 시티     | 2018–19   | 프리미어리그 | 10   | 2    | 0    | 0    | 2          | 0          | —    | —    | 12   | 2    |
| 레스터 시티     | 합계      | 합계         | 87   | 6    | 11   | 1    | 7          | 1          | 6    | 0    | 111  | 8    |
| 레스터 시티 U23 | 2016–17   | —            | —    | —    | —    | —    | —          | —          | 1    | 0    | 1    | 0    |
| 경력 합계       | 경력 합계 | 경력 합계    | 159  | 14   | 13   | 1    | 11         | 1          | 7    | 0    | 190  | 16   |